# Jean-Claude Vannier
Pour les articles homonymes, voir Vannier.
Jean-Claude Vannier, né le 4 mars 1943 à Courbevoie (Seine), est un auteur-compositeur-interprète et arrangeur musical français.

## Biographie
Musicien autodidacte, il apprend les rudiments de l'orchestration en potassant un « Que sais-je ? » à l'époque où il est encore ingénieur du son, notamment pour des musiciens arabes : l'influence de leur musique est déterminante dans son écriture des arrangements de cordes. Orchestrateur de Brigitte Fontaine, il compose pour elle Il pleut et Je suis inadaptée en 1968 sur le premier album solo de la chanteuse. En 1969, il signe les arrangements de Tous les bateaux, tous les oiseaux pour Michel Polnareff et ceux de Que je t'aime pour Johnny Hallyday. Au printemps de cette même année, sur la scène du Palais des sports de Paris pour treize représentations, il dirige une formation de dix-sept musiciens jointe à l'orchestre de Johnny Hallyday, pour le premier grand spectacle de ce dernier. En 1970, il collabore avec Barbara sur l'album Madame.
Il travaille ensuite avec Serge Gainsbourg : en 1971, ils composent ensemble l'album Histoire de Melody Nelson. Ce disque devenu culte après un accueil tiède , a été composé principalement par Jean-Claude Vannier, qui affirme lors d'un interview au journal Le Monde : « Comment se fait-il que vous soyez plutôt connu comme l'arrangeur de Melody Nelson que comme son compositeur ? J'ai pourtant composé l'essentiel de la musique. Serge a mis son nom en gros et le mien en plus petit. Il tirait parfois la couverture à lui... »
En 1972, Jean-Claude Vannier compose L'Enfant assassin des mouches, un album avec chœurs et orchestre pour lequel Gainsbourg écrit un court récit fantastique destiné à être imprimé dans le livret,. Toujours en compagnie de Gainsbourg, il réalise plusieurs musiques de films : Cannabis, La Horse, Slogan. Leur collaboration s'achève en 1973 avec le disque de Jane Birkin, Di Doo Dah, sur lequel Vannier compose plusieurs titres seul.
À la même époque, il participe à un grand nombre de disques pour des vedettes tel que, Mike Brant (Laisse-moi t'aimer), Gilbert Bécaud (M. Winter), Nino Ferrer (Nino Ferrer & Leggs), Dalida (Ballade à temps perdu), Yves Duteil… Il écrit aussi pour Françoise Hardy et Michel Jonasz à qui il offre le tube Super Nana. On lui doit encore plusieurs compositions pour Claude Nougaro parmi lesquels Plume d'ange et plusieurs collaborations avec Julien Clerc (Petits pois lardons), Enzo Enzo et Maurane (Juste une petite fille et Sur un prélude de Bach).
Pour son premier album en tant qu'interprète (Jean-Claude Vannier, 1975), lui, qui orchestrait jusque-là les chansons des autres, décide d'en confier la direction musicale à Michel Bernholc qui lui composera même la musique d'un titre remarqué du disque, Juste un promeneur. Il a enregistré depuis lors une demi-douzaine d'albums solos, en studio ou en public.
Jean-Claude Vannier a composé la plus grande part de l'enveloppe musicale de l'émission hebdomadaire de radio Des Papous dans la tête (1984-2018) sur France Culture. Des musiques et chansons, toujours un peu décalées, servaient d'intermèdes entre les jeux.
En 2005, son titre Petite agonie de l'enfant assassin fait partie de la bande originale de film du long métrage Les Amants réguliers de Philippe Garrel.
En 2006, il participe à l'enregistrement de Libido, nouveau disque de Brigitte Fontaine
Le 21 octobre 2006, Jean-Claude Vannier dirige, pour la première fois en public, une réinterprétation de Histoire de Melody Nelson et L'Enfant assassin des mouches sur la scène du Théâtre Barbican, à Londres avec l'orchestre de la BBC et des invités comme Jarvis Cocker ou Mick Harvey, entre autres.
Après le succès[réf. nécessaire] au Théâtre du Barbican, le spectacle L'Enfant assassin des mouches & Histoire de Melody Nelson, renouvelle son expérience en France les 22 et 23 octobre 2008 à la Cité de la Musique, avec Claude Engel et Thomas Cœuriot (guitares), Herbie Flowers (basse), Graham Clark (violon électrique), Gérard Bikialo (piano), Pierre-Alain Dahan (batterie), Tanguy Allain (bombarde), Michel Musseau (bruiteur), l'Orchestre Lamoureux, le Jeune Chœur de Paris et de nombreux artistes invités : Alain Chamfort, Mathieu Amalric, Daniel Darc, Brigitte Fontaine, Brian Molko, Clotilde Hesme, Martina Topley Bird et Seaming To.
Le 24 octobre 2011, sur le label anglais Twisted Nerve, il publie un nouvel album de chansons intitulé Roses rouge sang. En 2014 sort l’album Salades de filles, dont il a composé paroles, musiques et arrangements, avec onze chansons chantées par trois jeunes femmes, parmi lesquelles sa fille Alice Vannier.
En septembre 2019 Jean-Claude Vannier annonce un album avec Mike Patton appelé Corpse flower.

## Discographie

### Albums
- 1972 : L'Enfant assassin des mouches (LP 33 tours Suzelle Insolitudes - ref. JR 9414) (réédition CD Finders Keepers Records - ref. FKR001CD)

L'Enfant, la mouche et les allumettes - L'Enfant au royaume des mouches - Danse des mouches noires gardes du roi - Danse de l'enfant et du roi des mouches - Le Roi des mouches et la confiture de roses - L'Enfant assassin des mouches - Les gardes volent au secours du roi - Mort du roi des mouches - Pattes de mouches - Le Papier tue-enfant - Petite agonie de l'enfant assassin.
Musique et direction par Jean-Claude Vannier. Texte du livret : Serge Gainsbourg.
Bonus de l'édition CD : deux titres de 1966, générique de l'émission de France Inter Point d'interrogation : Je m'appelle Géraldine (mid-tempo) - Je m'appelle Géraldine (up-tempo)
- 1974 : L'orchestre de Jean-Claude Vannier interprète les musiques de Georges Brassens (LP 33 tours Philips - ref. 6325 086 et CD Philips - ref. 586 427-2)

Chanson pour l'Auvergnat - Les Sabots d'Hélène - Les Amoureux des bancs publics - Stances à un cambrioleur - Le 22 septembre - La Mauvaise réputation - Les Copains d'abord - Je me suis fait tout petit - Supplique pour être enterré à la plage de Sète - Jeanne - Les Amours d'antan - Bonhomme.
Tous titres composés par Georges Brassens.
- 1975 : Jean-Claude Vannier

Mimi mimi mimi - Strato nimbus - L'Alcool - J'la couchais dans mon piano - À une petite fille - Juste un promeneur - Divas divines - Papa coton - De l'autre côté de l'eau - Tchou tchou le tramway fou - Super nana.
Paroles et musiques de Jean-Claude Vannier, sauf Strato nimbus (Vannier/Alain Goldstein) et Juste un promeneur (Vannier/Michel Bernholc).
- 1976 : Des coups de poing dans la gueule

Des coups de poing dans la gueule - La Chanson de la pluie - Depuis que tu m'aimes, je m'aime - Toutes ces photos dans ton album - Chif chaf - Browning - Habitants de Bécon-les-Bruyères - Fait trop chaud - La Fille d'en face - Mon beau travelo.
Paroles et musiques de Jean-Claude Vannier sauf Depuis que tu m'aimes, je m'aime (Jean-Noël Dupré/Vannier-Michel Bernholc) et Habitants de Bécon-les-Bruyères (Vannier/Vannier-Michel Bernholc).
- 1980 : Pauvre muezzin

Pauvre muezzin - L'amour c'est comme du savon noir - Cette race bizarre - Berceuse pour un raté - Les Petits bouts de verre cassé - Petite musique d'ennui - Aïssa ça ça ça - Debussy s'en fout - Le Nez devant.
Paroles et musiques de Jean-Claude Vannier.
- 1981 : Jean-Claude Vannier

Brune 20/25 - À la cigogne amoureuse - Rien qu'une pute - L'amour est plus fort - La Petite guillote - La Chanson rose - Be careful my lord - Louche pas dans ma soupe - Quinze ans - Casse ta machine - Prince géranium.
Paroles et musiques de Jean-Claude Vannier, sauf Quinze ans (Nathalie Steinberg/Vannier) et À la cigogne amoureuse (Vannier/Jean Schultheis).
- 1985 : Public chéri je t'aime (enregistrement public)

Vous l'êtes mon amour vous l'êtes - Divas divines - Juste une petite fille - Les Cavales de l'impossible - La Fille d'en face - Mouchoirs sales - Heureux, malheureux - Mon beau travelo - Qu'est-ce que je fais là - Le Petit singe qui - La Chanson de la pluie - Ballroom de Beyrouth - Papa fais-nous un tube - L'Amour propre - Reviens je m'aime.
Paroles et musiques de Jean-Claude Vannier.
- 1990 : Pleurez pas les filles (LP 33 tours Philips - ref.846 944.1 et CD Philips - ref. 846 944.2)

Pleurez pas - J'ai rien à dire alors je chante - Chansons d'amour - Partir dans le bleu - Une histoire vécue - Tes faux cils - C'est ma vie - Pire qu'un jour avec toi - Les Petites retouches - Mademoiselle C.
Paroles, musiques, arrangements et direction d'orchestre de Jean-Claude Vannier.
- 2005 : En public & Fait à la maison (double CD)

CD 1 : enregistrement public déjà édité sous le titre Public chéri je t'aime (1985)
CD 2 : Ballade de l'ennui des villes - La Déglingue - Une femme à la mer - Des mots démodés - Le cœur qui penche - En Alabama - Psy-choses - Le Film du dimanche - Je suis parti avant la fin.
Paroles et musiques de Jean-Claude Vannier sauf En Alabama (Sébastien Poitrenaud/Vannier) et Le Film du dimanche (Michel Houellebecq/Vannier).
- 2007 : L'Orchestre d'Enfants (CD Sounds - ref. 002)

Le Conte : Batterie fanfare de l’été finissant - Qu'est ce que ça mange, un musicien ? - Vous pourriez au moins baisser la télé - Et on a joué pour les gens - Au début c'est vrai que c'était un peu n'importe quoi - Un truc que j'avais dans la tête - En autocar - Pour Camille - Le sourire de Lily - C'est encore loin ? - En voyage - Carambolage d'orchestre - On s'aime quoi - Valse des canards - L'orage menace - Batterie fanfare de l’été finissant - L'autocar s'envole Les Trucs à écouter en plus : Batterie fanfare de l’été finissant - Marche des enfants - Et on a joué pour les gens - Un truc que j'avais dans la tête - En voyage - L'orage menace - Pour Camille - En autocar  Le Truc à voir !!! : Au début c'est vrai que c'était un peu n'importe quoi (Vidéo : Reportage filmé d'une répétition de l'orchestre en 2005 à Paris)
Conte musical de Jean-Claude Vannier.
- 2011 : Electro-Rapide (CD Finders Keepers Records - ref. FKR050CD)

Bombarde Lamentation - L'Ours paresseux - La Girafe au ballon - Claquez Klaxons - Saturnin et le Vaca Vaca - L'Automne à Barbès Rochechouart - Qu'est-ce qui fait courir les crocodiles ? - La Douleur de l'orchestre - Thème 504 - Le Ballet des accoucheuses - Road to Cuba - Je m'appelle Géraldine - L'Éléphant équilibriste - Bombarde Lamentation (Reprise)
Instrumentaux composés par Jean-Claude Vannier. Ré-édition d'enregistrements datant de 1968 à 1973.
- 2011 : Roses rouge sang (CD Finders Keepers Records - ref. TN092CD)

London-Paris-Sofia - Les yeux valise - Au désespoir des singes - Les coquelicots - Dans mes rêves - La vie en live - Les pépins de la raison - Roses rouge sang - Une partie de Scrabble - Un petit quelque chose.
Paroles, musiques et arrangements de Jean-Claude Vannier. Enregistrements de 2006 et 2007.
- 2014 : Salades de filles (CD Alceste - ref. AM109)

Le café de la discorde - La vie en light - Heureusement qu'on était jolies - Laisse passer les babouins - Ma petite philosophie - Insolubles - Ballade C33 - Même pas mal - Opus 2 - School girl's day - On est reparties.
Paroles, musiques, arrangements et réalisation de Jean-Claude Vannier. Titres chantés par sa fille Alice Vannier, Ilya Bronchtein et Laetitia N'Diaye.
- 2025 : Jean-Claude Vannier et son orchestre de mandolines (CD Ipecac Recordings - ref.IPC-285)

Moi, ma mandoline (Me, My Mandolin) - Comme les enfants savent aimer (How Children Know to Love) - La 2CV disparaît au coin de la rue (The 2CV Disappears Around the Corner) - Perdue dans la cité (Lost in the City) - Il y avait des éléphants (There Were Elephants) - À cause de mes problèmes (Because of My Troubles) - Une séance photo sous les arcades (A Photoshoot Under the Arcades) - Belle à pleurer (Beautiful Enough to Cry Over) - Danse des maillots de bain (Swimsuit Dance) - Nos regards se sont croisés (Our Eyes Crossed) - La 2CV rouillée (The Rusty 2CV) - Un petit bout de verre cassé (A Small Piece of Broken Glass) - Les feux arrière de l'ambulance (Ambulance taillights).
Compositions et réalisation de Jean-Claude Vannier. avec Vincent Beer-Demander (Mandoline solo) et Grégory Daltin (Accordéon).

### Participations, singles
- 1971 : Point d'interrogation

Géraldine (tempo 1) - Géraldine (tempo 2) (Jean-Claude Vannier)
1973 : Le Manège aux images
L'Ours paresseux - L'Éléphant équilibriste - La Girafe aux ballons (Jean-Claude Vannier)
1976 : April orchestra Vol. 13
L'Ours paresseux (Jean-Claude Vannier)
1978 : Merde, v'là le printemps
Merde, v'là le printemps (Jean-Claude Vannier) - Maman dis (Vannier/Michel Jonasz)

## Interprètes de Jean-Claude Vannier (liste non exhaustive)
Pour chaque chanson, il est indiqué entre parenthèses si Jean-Claude Vannier en a écrit les paroles (P), les paroles en collaboration (P'), la musique (M), la musique en collaboration (M'), les paroles et la musique (PM).
- Guy Bedos et Sophie Daumier : La drague (M)
- Jane Birkin : Amours des feintes (M) - C'est la vie qui veut ça (M) - Encore lui (M) - La cible qui bouge (M') - Les Langues de chat (M) - Leur plaisir sans moi (M).
- Julien Clerc : Foutu (P) - Gare à la casse (P) - Histoire vécue (PM) - Le Chiendent (P) - Petit Joseph (P) - Petits pois lardons (P) - Star de l'entracte (P).
- Dani : Ah mon cher Hector (M).
- Enzo Enzo : Ça reste entre nous (P') - Hou hou (PM) - La Clé des champs (M) - Les Amours cardiaques (PM).
- Brigitte Fontaine : Barbe à papa (M) - Ça va faire un hit (M') - Les Crocs (M) - Il pleut (M) - Je suis inadaptée (M) - Mendelssohn (M) - La Pythonisse (M) - Quand tous les ghettos brûleront (M').
- Serge Gainsbourg : Ah Melody (M) - Ballade de Melody Nelson (M) - Chanson de Slogan (M') - Sex Shop (M)
- France Gall : Les Petits ballons (M).
- Françoise Hardy : Branche cassée (PM) - L'amour c'est trop fort (PM) - L'Amour en privé (M) - Sentimentale (PM).
- Michel Jonasz : Les Ricochets (PM) - Album Michel Jonasz : Super Nana (PM).
- Michel Polnareff : Tous les bateaux, tous les oiseaux (M).
- Catherine Lara : Aimez-moi les uns les autres (P) - Aviatrice (PM) - C'était pas nous deux (P) - Errare humanum est (P).
- Maurane : Ami ou ennemi (PM) - Fais-moi l'homme (P) - Juste une petite fille (PM) - La Chanson de la pluie (PM) - Les Femmes en dessous (les hommes en pardessus) (P) - Molly O (PM) - Sur un prélude de Bach (P).
- Mireille Mathieu : Toi, moi, nous
- Claude Nougaro : Armé d'amour (M') - Art mineur (M) - Façon Chaplin (M) - Insomnie (M) - Jojo le projo (M) - Jalousie (M) - L'Aspirateur (M) - Les Points (M) - Plume d'ange (M).
- Geoffrey Oryema & Alain Souchon : Bye bye lady dame (P).
- Henri Salvador : En plantant des navets (P), Yes or no (P).
- Jean Schultheis : À la cigogne amoureuse (P).
- Sol En Si (Francis Cabrel, Michel Jonasz, Catherine Lara, Maurane) : Le Jardin du bonheur (PM).
- Le Système Crapoutchik : Pauv' muezzin (P).
- Mike Patton : Corpse Flower

## Arrangements
- Barbara, album Madame
- Brigitte Fontaine, albums Brigitte Fontaine est folle, Libido et J'ai l'honneur dêtre
- Alain Bashung
- Gilbert Bécaud, M. Winter
- Jane Birkin, albums Di Doo Dah, Versions Jane et Olympia
- Carlos
- Julien Clerc, album Terre De France
- Dalida
- Yves Duteil
- Enzo Enzo, album Oui
- Claude François
- Serge Gainsbourg, album Histoire de Melody Nelson
- France Gall
- Juliette Gréco en 1971 : Paris d'papa et Un peu moins que tout à l'heure (1re version), paroles et musique de Serge Gainsbourg
- Françoise Hardy
- Jacques Higelin
- Michel Houellebecq
- Catherine Lara
- Carole Laure
- Michel Legrand, BOF Un Été 42
- Maurane
- Didier Marouani
- Georges Moustaki
- Claude Nougaro
- Pascal Obispo
- Astor Piazzolla
- Michel Polnareff : On ira tous au paradis, Tous les bateaux, tous les oiseaux
- Elis Regina
- Régine
- Véronique Sanson
- Christine Sèvres en 1969 : Oscar et Irma, Comme Rimbaud, Maman j'ai peur…
- Mort Shuman
- Michel Magne et Martial Solal, Électrode : Martial Solal Joue Michel Magne (1968)
- Sylvie Vartan : albums La Maritza (1968), Aime-moi (1970).

## Filmographie non exhaustive (compositeur)

### Cinéma
- 1969 : Qu'est-ce qui fait courir les crocodiles ? de Jacques Poitrenaud
- 1969 : Paris n'existe pas de Robert Benayoun
- 1970 : Cannabis de Pierre Koralnik
- 1973 : Projection privée de François Leterrier
- 1974 : Les Guichets du Louvre de Michel Mitrani
- 1975 : Le futur aux trousses de Dolorès Grassian
- 1977 : La nuit, tous les chats sont gris de Gérard Zingg
- 1978 : Poker menteuses et Révolver matin de Christine Van de Putte
- 1983 : La bête noire de Patrick Chaput
- 1985 : L'amour propre ne le reste jamais très longtemps de Martin Veyron, compositeur et acteur (le pianiste)
- 1988 : Ada dans la jungle de Gérard Zingg
- 1989 : Comédie d'été de Daniel Vigne
- 1989 : Bienvenue à bord de Jean-Louis Leconte
- 1993 : Je m'appelle Victor de Guy Jacques
- 1995 : La Poudre aux yeux de Maurice Dugowson
- 2001 : La Tour Montparnasse infernale de Charles Nemes
- 2002 : Sauvage innocence de Philippe Garrel
- 2003 : Les Amants réguliers de Philippe Garrel
- 2004 : Aux Abois de Philippe Collin
- 2008 : Leur morale… et la nôtre de Florence Quentin
- 2008 : La Frontière de l'aube de Philippe Garrel
- 2011 : En ville de Valérie Mréjen et Bertrand Schefer
- 2015 : Microbe et Gasoil de Michel Gondry

### Télévision
- 1994 : Personne ne m'aime, téléfilm de René Dubois
- 1994 : Que le jour aille au diable, téléfilm de Paul Vermus
- 1995 : La Belle de Fontenay, téléfilm de Paule Zajderman
- 1996 : J'ai deux amours, téléfilm de Caroline Huppert
- 1998 : La Clé des champs, mini série (6 épisodes) de Charles Nemes
- 1998 : Les coquelicots sont revenus, téléfilm de Richard Bohringer
- 1999 : Dessine-moi un jouet, téléfilm d’Hervé Baslé
- 2000 : Sa mère, la pute, téléfilm de Brigitte Roüan
- 2001 : Le Baptême du boiteux, téléfilm de Philippe Venault
- 2002 : Le Champ Dolent, le roman de la Terre, téléfilm d’Hervé Baslé

## Théâtre (compositeur)
- 1993 : Capitaine Bada de Jean Vauthier, Nada Théâtre
- 1993 : Le mal court de Jacques Audiberti, Théâtre de l'Atelier

## Ses scènes
- 1978 : Théâtre Campagne Première
- 1979 : Théâtre du Ranelagh
- 1981 : Théâtre de la Ville
- 1984 : Festival de Troyes
- 1986 : Théâtre de la Ville
- 1987 : Théâtre Déjazet
- 1988 : Trottoirs de Buenos Aires
- 1992 : Auditorium des Halles
- 1995 : Petit Journal Montparnasse
- 1999 : Théâtre de l'Echandole (Suisse)
- 1999 : Théâtre des Abbesses
- 2006 : Barbican Theater (Londres, Grande-Bretagne)
- 2008 : Cité de la musique (Paris, France)
- 2009 : L'Esprit Frappeur (Lutry, Suisse)
- 2012 : « Concert dessiné par Aude Picault », Festival international de la bande dessinée, Angoulême